# (6223) Dahl
(6223) Dahl ist ein Asteroid des Hauptgürtels, der am 3. September 1980 vom tschechischer Astronomen Antonín Mrkos am Kleť-Observatorium (IAU-Code 046) in der Nähe der Stadt Český Krumlov in Südböhmen entdeckt wurde.
Der Asteroid wurde am 28. August 1996 nach dem in Wales geborenen britischen Schriftsteller Roald Dahl (1916–1990) benannt, der sowohl für seine Kinderbücher als auch für Werke, die eher dem Genre schwarzer bzw. makabrer Humor zuzuordnen sind, bekannt ist.